# Angol hódítás Írországban

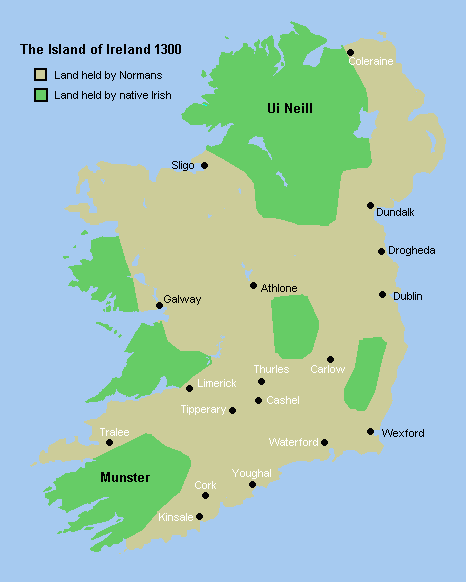
A normann hódítás következményei: az 1300-ban a normannok ellenőrizte területek kékkel, az őslakó íreké zölddel.

Az angol hódítás Írországban katonai támadás volt, amely 1169. május 1-jén vette kezdetét. A támadókat Diarmait Mac Murchada leinsteri király hívta be. Az invázió eredményét II. Henrik angol király szilárdította meg 1171. október 18-án és ez az Ír-szigetet felölelő angol uralom (Lordship of Ireland) betagolódásához vezetett a Plantagenêt-ház birtokainak sorába. Az anglonormann invázió azonnali hatása az Ír Főkirályság bukása volt.

## Az 1169-es invázió
Amikor Muirchertach MacLochlainn főkirály, Tyrone ura 1166-ban meghalt, Diarmait Mac Murchada (angol forrásokban  Dermot MacMurrough) fontos támaszát veszítette el, és az új főkirály, Ruaidrí Ua Conchobair (Rory O'Connor) vezette ír csapatok el is űzték trónjáról.
Mac Murchada először Bristolba, majd Normandiába menekült. Sikerült megszereznie II. Henrik király engedélyét, hogy a király alattvalóinak segítségével próbálja meg visszaszerezni leinsteri trónját. 1167-ben Mac Murchada szolgálatába állt Maurice FitzGerald. Utóbbi meggyőzte Rhys ap Gruffyddet, Deheubarth hercegét, hogy engedje el FitzGerald fogságban tartott féltestvérét, Robert FitzStephent, hogy az is részt vehessen a katonai vállalkozásban. FitzGerald legfontosabb hozzájárulása azonban az volt, hogy megszerezte Richard de Clare, Pembroke 2. grófja támogatását.
Az első normann lovag, aki partra szállt Írországban, Richard fitz Godbert de Roche volt 1167-ben, a normann, walesi és flamand fő sereg csak 1169-ben érkezett meg, Wexfordba. Rövid idő alatt visszaszerezték Leinstert, Dublin és Waterford Mac Murchada ellenőrzése alá került. Richard de Clare feleségül vette Diarmait lányát, Aoifét és a leinsteri királyság örökösévé vált. Ez az utóbbi fejlemény gondolkodóba ejtette II. Henriket, aki attól tartott, hogy az Ír-szigeten rivális normann királyság születhet. Ezért úgy döntött, hogy Leinsterbe megy és biztosítja a saját uralmát.

## Fordítás
- Ez a szócikk részben vagy egészben  a   Norman invasion of Ireland című angol Wikipédia-szócikk ezen változatának fordításán alapul.  Az eredeti cikk szerkesztőit annak laptörténete sorolja fel. Ez a jelzés csupán a megfogalmazás eredetét és a szerzői jogokat jelzi, nem szolgál a cikkben szereplő információk forrásmegjelöléseként.